# Kazachstan na Zimowych Igrzyskach Olimpijskich 2014
Kazachstan na Zimowych Igrzyskach Olimpijskich 2014 reprezentowało 52 zawodników. Zdobyli oni jeden brązowy medal, zajmując 26. miejsce w klasyfikacji medalowej.

## Medale
| Medal | Zawodnik    | Sport                | Wydarzenie | Data      |
| ----- | ----------- | -------------------- | ---------- | --------- |
| brąz  | Dienis Tien | łyżwiarstwo figurowe | Soliści    | 14 lutego |

## Skład reprezentacji

### Biathlon
Kobiety
- Jelena Chrustalowa
- Marina Lebiediewa
- Alina Rajkowa
- Darja Usanowa
- Galina Wiszniewska

| Konkurencja       | Zawodniczka        | Czas      | Miejsce |
| ----------------- | ------------------ | --------- | ------- |
| Sprint            | Jelena Chrustalowa | 23:29.6   | 57.     |
| Sprint            | Marina Lebiediewa  | 24:31.9   | 73.     |
| Sprint            | Alina Rajkowa      | -         | -       |
| Sprint            | Darja Usanowa      | 23:33.3   | 58.     |
| Sprint            | Galina Wiszniewska | 23:52.0   | 64.     |
| Bieg pościgowy    | Jelena Chrustalowa | 33:06.5   | 37.     |
| Bieg pościgowy    | Marina Lebiediewa  | -         | -       |
| Bieg pościgowy    | Alina Rajkowa      | -         | -       |
| Bieg pościgowy    | Darja Usanowa      | 33:54.6   | 41.     |
| Bieg pościgowy    | Galina Wiszniewska | -         | -       |
| Bieg indywidualny | Jelena Chrustalowa | 50:00.1   | 47.     |
| Bieg indywidualny | Marina Lebiediewa  | -         | -       |
| Bieg indywidualny | Alina Rajkowa      | 53:15.6   | 65.     |
| Bieg indywidualny | Darja Usanowa      | 49:13.5   | 40.     |
| Bieg indywidualny | Galina Wiszniewska | 49:26.9   | 41.     |
| Bieg masowy       | Jelena Chrustalowa | -         | -       |
| Bieg masowy       | Marina Lebiediewa  | -         | -       |
| Bieg masowy       | Alina Rajkowa      | -         | -       |
| Bieg masowy       | Darja Usanowa      | -         | -       |
| Bieg masowy       | Galina Wiszniewska | -         | -       |
| Sztafeta          | Jelena Chrustalowa | 1:15:54.7 | 12.     |
| Sztafeta          | Marina Lebiediewa  | 1:15:54.7 | 12.     |
| Sztafeta          | Darja Usanowa      | 1:15:54.7 | 12.     |
| Sztafeta          | Galina Wiszniewska | 1:15:54.7 | 12.     |

Mężczyźni
- Dias Keneszew
- Siergiej Naumik
- Anton Pantow
- Jan Sawicki
- Aleksandr Trifonow

| Konkurencja       | Zawodnik           | Czas      | Strzelanie | Miejsce |
| ----------------- | ------------------ | --------- | ---------- | ------- |
| Sprint            | Dias Keneszew      | 30:06.8   | 2+2        | 87.     |
| Sprint            | Siergiej Naumik    | 26:55.5   | 0+1        | 59.     |
| Sprint            | Anton Pantow       | 28:05.0   | 2+2        | 80.     |
| Sprint            | Jan Sawicki        | 26:13.0   | 1+0        | 43.     |
| Sprint            | Aleksandr Trifonow | -         | -          | -       |
| Bieg pościgowy    | Dias Keneszew      | -         | -          | -       |
| Bieg pościgowy    | Siergiej Naumik    | 40:06.5   | 1+0+2+1    | 58.     |
| Bieg pościgowy    | Anton Pantow       | -         | -          | -       |
| Bieg pościgowy    | Jan Sawicki        | 35:57.0   | 0+1+0+0    | 29.     |
| Bieg pościgowy    | Aleksandr Trifonow | -         | -          | -       |
| Bieg indywidualny | Dias Keneszew      | -         | -          | -       |
| Bieg indywidualny | Siergiej Naumik    | 58:03.2   | 0+1+2+2    | 76.     |
| Bieg indywidualny | Anton Pantow       | 52:51.5   | 0+0+0+0    | 27.     |
| Bieg indywidualny | Jan Sawicki        | 52:00.0   | 0+1+0+0    | 20.     |
| Bieg indywidualny | Aleksandr Trifonow | 1:00:08.9 | 1+1+2+1    | 85.     |
| Bieg masowy       | Dias Keneszew      | -         | -          | -       |
| Bieg masowy       | Siergiej Naumik    | -         | -          | -       |
| Bieg masowy       | Anton Pantow       | -         | -          | -       |
| Bieg masowy       | Jan Sawicki        | -         | -          | -       |
| Bieg masowy       | Aleksandr Trifonow | -         | -          | -       |
| Sztafeta          | Dias Keneszew      | LAP       | 0+10       | 18.     |
| Sztafeta          | Siergiej Naumik    | LAP       | 0+10       | 18.     |
| Sztafeta          | Anton Pantow       | LAP       | 0+10       | 18.     |
| Sztafeta          | Aleksandr Trifonow | LAP       | 0+10       | 18.     |

| Konkurencja       | Zawodnik           | Czas      | Strzelanie | Miejsce |
| ----------------- | ------------------ | --------- | ---------- | ------- |
| Sztafeta mieszana | Jelena Chrustalowa | 1:15:46.4 | 0+6        | 15.     |
| Sztafeta mieszana | Darja Usanowa      | 1:15:46.4 | 0+6        | 15.     |
| Sztafeta mieszana | Siergiej Naumik    | 1:15:46.4 | 0+6        | 15.     |
| Sztafeta mieszana | Anton Pantow       | 1:15:46.4 | 0+6        | 15.     |

### Biegi narciarskie
Kobiety
- Jelena Kołomina
- Tatjana Osipowa
- Anastasija Słonowa

| Konkurencja                         | Zawodniczka                        | Kwalifikacje | Kwalifikacje | Ćwierćfinały | Ćwierćfinały | Półfinały | Półfinały | Finały    | Finały  |
| Konkurencja                         | Zawodniczka                        | Czas         | Miejsce      | Czas         | Miejsce      | Czas      | Miejsce   | Czas      | Miejsce |
| ----------------------------------- | ---------------------------------- | ------------ | ------------ | ------------ | ------------ | --------- | --------- | --------- | ------- |
| Bieg łączony                        | Jelena Kołomina                    | —            | —            | —            | —            | —         | —         | 41:52.2   | 40.     |
| Bieg łączony                        | Tatjana Osipowa                    | —            | —            | —            | —            | —         | —         | 44:29.0   | 57.     |
| Bieg łączony                        | Anastasija Słonowa                 | —            | —            | —            | —            | —         | —         | 41:52.8   | 41.     |
| Bieg indywidualny stylem klasycznym | Jelena Kołomina                    | —            | —            | —            | —            | —         | —         | 31:20.1   | 36.     |
| Bieg indywidualny stylem klasycznym | Tatjana Osipowa                    | —            | —            | —            | —            | —         | —         | 32:20.1   | 52.     |
| Bieg indywidualny stylem klasycznym | Anastasija Słonowa                 | —            | —            | —            | —            | —         | —         | 31:56.6   | 46.     |
| Bieg masowy stylem dowolnym         | Jelena Kołomina                    | —            | —            | —            | —            | —         | —         | 1:21:50.0 | 48.     |
| Bieg masowy stylem dowolnym         | Tatjana Osipowa                    | —            | —            | —            | —            | —         | —         | 1:23:52.6 | 51.     |
| Sprint stylem dowolnym              | Jelena Kołomina                    | 2:46.37      | 46.          | NQ           | NQ           | NQ        | NQ        | NQ        | NQ      |
| Sprint stylem dowolnym              | Tatjana Osipowa                    | 2:51.44      | 57.          | NQ           | NQ           | NQ        | NQ        | NQ        | NQ      |
| Sprint drużynowy stylem klasycznym  | Jelena Kołomina Anastasija Słonowa | —            | —            | —            | —            | 17:49.66  | 6.        | NQ        | NQ      |

Mężczyźni
- Jerdos Achmadiew
- Nikołaj Czebot´ko
- Siergiej Czeriepanow
- Aleksiej Połtoranin
- Roman Ragozin
- Mark Starostin
- Jewgienij Wieliczko
- Dienis Wołotka

| Konkurencja                         | Zawodnik                                                               | Kwalifikacje | Kwalifikacje | Ćwierćfinały | Ćwierćfinały | Półfinały | Półfinały | Finały    | Finały  |
| Konkurencja                         | Zawodnik                                                               | Czas         | Miejsce      | Czas         | Miejsce      | Czas      | Miejsce   | Czas      | Miejsce |
| ----------------------------------- | ---------------------------------------------------------------------- | ------------ | ------------ | ------------ | ------------ | --------- | --------- | --------- | ------- |
| Bieg łączony                        | Siergiej Czeriepanow                                                   | —            | —            | —            | —            | —         | —         | 1:13:39.7 | 49.     |
| Bieg łączony                        | Aleksiej Połtoranin                                                    | —            | —            | —            | —            | —         | —         | 1:08:51.5 | 16.     |
| Bieg łączony                        | Mark Starostin                                                         | —            | —            | —            | —            | —         | —         | 1:15:36.6 | 56.     |
| Bieg łączony                        | Jewgienij Wieliczko                                                    | —            | —            | —            | —            | —         | —         | 1:11:05.6 | 32.     |
| Bieg indywidualny stylem klasycznym | Jerdos Achmadiew                                                       | —            | —            | —            | —            | —         | —         | 43:02.2   | 54.     |
| Bieg indywidualny stylem klasycznym | Nikołaj Czebot´ko                                                      | —            | —            | —            | —            | —         | —         | 41:14.1   | 33.     |
| Bieg indywidualny stylem klasycznym | Aleksiej Połtoranin                                                    | —            | —            | —            | —            | —         | —         | 39:43.2   | 9.      |
| Bieg indywidualny stylem klasycznym | Jewgienij Wieliczko                                                    | —            | —            | —            | —            | —         | —         | 41:16.4   | 34.     |
| Bieg masowy stylem dowolnym         | Jerdos Achmadiew                                                       | —            | —            | —            | —            | —         | —         | 1:53:07.4 | 48.     |
| Bieg masowy stylem dowolnym         | Siergiej Czeriepanow                                                   | —            | —            | —            | —            | —         | —         | 1:57:24.2 | 54.     |
| Bieg masowy stylem dowolnym         | Mark Starostin                                                         | —            | —            | —            | —            | —         | —         | 1:49:34.1 | 34.     |
| Bieg masowy stylem dowolnym         | Jewgienij Wieliczko                                                    | —            | —            | —            | —            | —         | —         | 1:58:10.6 | 55.     |
| Sztafeta                            | Siergiej Czeriepanow Mark Starostin Jewgienij Wieliczko Dienis Wołotka | —            | —            | —            | —            | —         | —         | 1:34:11.9 | 13.     |
| Sprint stylem dowolnym              | Nikołaj Czebot´ko                                                      | 3:37.88      | 30. Q        | 3:39.66      | 5.           | NQ        | NQ        | NQ        | NQ      |
| Sprint stylem dowolnym              | Roman Ragozin                                                          | 3:38.56      | 33.          | NQ           | NQ           | NQ        | NQ        | NQ        | NQ      |
| Sprint stylem dowolnym              | Dienis Wołotka                                                         | 3:46.92      | 58.          | NQ           | NQ           | NQ        | NQ        | NQ        | NQ      |
| Sprint drużynowy stylem klasycznym  | Nikołaj Czebot´ko Aleksiej Połtoranin                                  | —            | —            | —            | —            | 23:28.50  | 4. Q      | 24:01.38  | 8.      |

### Łyżwiarstwo figurowe
Mężczyźni
- Abzał Rakymgalijew
- Dienis Tien

| Konkurencja | Zawodnicy          | PK/TOr | PK/TOr  | PD/TD  | PD/TD   | Suma   | Suma    |
| Konkurencja | Zawodnicy          | Punkty | Miejsce | Punkty | Miejsce | Punkty | Miejsce |
| ----------- | ------------------ | ------ | ------- | ------ | ------- | ------ | ------- |
| Soliści     | Abzał Rakymgalijew | 64.18  | 20.     | 110.22 | 22.     | 174.40 | 22.     |
| Soliści     | Dienis Tien        | 84.06  | 9.      | 171.04 | 3.      | 255.10 | brąz    |

### Łyżwiarstwo szybkie
Kobiety
- Jekatierina Ajdowa

| Konkurencja        | Zawodniczka | Wyścig 1. | Wyścig 1. | Wyścig 2. | Wyścig 2. | Finał   | Finał   |
| Konkurencja        | Zawodniczka | Czas      | Miejsce   | Czas      | Miejsce   | Czas    | Miejsce |
| ------------------ | ----------- | --------- | --------- | --------- | --------- | ------- | ------- |
| Jekatierina Ajdowa | 500 m       | 39.04     | 22.       | 38.80     | 19.       | 77.85   | 22.     |
| Jekatierina Ajdowa | 1000 m      | —         | —         | —         | —         | 1:17.25 | 19.     |
| Jekatierina Ajdowa | 1500 m      | —         | —         | —         | —         | 2:00.93 | 28.     |

Mężczyźni
- Dmitrij Babienko
- Dienis Kuzin
- Roman Kriecz
- Fiodor Mieziencew
- Aleksandr Żygin

| Zawodnik          | Konkurencja | Wyścig 1. | Wyścig 1. | Wyścig 2. | Wyścig 2. | Finał    | Finał   |
| Zawodnik          | Konkurencja | Czas      | Miejsce   | Czas      | Miejsce   | Czas     | Miejsce |
| ----------------- | ----------- | --------- | --------- | --------- | --------- | -------- | ------- |
| Dmitrij Babienko  | 1500 m      | —         | —         | —         | —         | 1:48.67  | 30.     |
| Dmitrij Babienko  | 5000 m      | —         | —         | —         | —         | 6:28.26  | 15.     |
| Dmitrij Babienko  | 10 000 m    | —         | —         | —         | —         | 13:33.18 | 12.     |
| Roman Kriecz      | 500 m       | 35.04     | 9.        | 35.00     | 6.        | 70.04    | 7.      |
| Roman Kriecz      | 1000 m      | —         | —         | —         | —         | 1:09.63  | 13.     |
| Dienis Kuzin      | 1000 m      | —         | —         | —         | —         | 1:09.10  | 7.      |
| Dienis Kuzin      | 1500 m      | —         | —         | —         | —         | 1:45.69  | 8.      |
| Fiodor Mieziencew | 1000 m      | —         | —         | —         | —         | 1:11.08  | 33.     |
| Fiodor Mieziencew | 1500 m      | —         | —         | —         | —         | 1:49.70  | 35.     |
| Aleksandr Żygin   | 1500 m      | —         | —         | —         | —         | 1:49.48  | 34.     |

### Narciarstwo alpejskie
Mężczyźni
- Martin Huber
- Dmitrij Koszkin
- Igor Zakurdajew

| Konkurencja     | Zawodnik        | Zjazd 1. | Zjazd 1. | Zjazd 2. | Zjazd 2. | Suma    | Miejsce |
| Konkurencja     | Zawodnik        | Czas     | Miejsce  | Czas     | Miejsce  | Suma    | Miejsce |
| --------------- | --------------- | -------- | -------- | -------- | -------- | ------- | ------- |
| Zjazd           | Martin Huber    | —        | —        | —        | —        | 2:13.51 | 42.     |
| Zjazd           | Dmitrij Koszkin | —        | —        | —        | —        | 2:14.63 | 43.     |
| Zjazd           | Igor Zakurdajew | —        | —        | —        | —        | 2:11.28 | 33.     |
| Supergigant     | Martin Huber    | —        | —        | —        | —        | 1:22.60 | 41.     |
| Supergigant     | Dmitrij Koszkin | —        | —        | —        | —        | 1:21.50 | 30.     |
| Supergigant     | Igor Zakurdajew | —        | —        | —        | —        | 1:23.13 | 45.     |
| Superkombinacja | Martin Huber    | 1:59.42  | 42.      | 1:00.44  | 31.      | 2:59.86 | 33.     |
| Superkombinacja | Igor Zakurdajew | 1:57.62  | 37.      | 57.02    | 29.      | 2:54.64 | 26.     |

### Narciarstwo dowolne
Kobiety
- Żanbota Ałdabergenowa
- Żybek Arapbajewa
- Julija Gałyszewa
- Darja Rybałowa

| Konkurencja      | Zawodniczka      | Kwalifikacje | Kwalifikacje | Kwalifikacje | Kwalifikacje | Finały     | Finały     | Finały     | Finały     | Finały     | Finały     |
| Konkurencja      | Zawodniczka      | Przejazd 1   | Przejazd 1   | Przejazd 2   | Przejazd 2   | Przejazd 1 | Przejazd 1 | Przejazd 2 | Przejazd 2 | Przejazd 3 | Przejazd 3 |
| Konkurencja      | Zawodniczka      | Wynik        | Miejsce      | Wynik        | Miejsce      | Wynik      | Miejsce    | Wynik      | Miejsce    | Wynik      | Miejsce    |
| ---------------- | ---------------- | ------------ | ------------ | ------------ | ------------ | ---------- | ---------- | ---------- | ---------- | ---------- | ---------- |
| Jazda po muldach | Julija Gałyszewa | 21.17        | 6.           | —            | —            | 21.26      | 5.         | 21.12      | 7.         | NQ         | NQ         |
| Jazda po muldach | Darja Rybałowa   | 16.24        | 23.          | DNS          | DNS          | NQ         | NQ         | NQ         | NQ         | NQ         | NQ         |

| Konkurencja        | Zawodniczka           | Kwalifikacje | Kwalifikacje | Kwalifikacje | Kwalifikacje | Finały | Finały  | Finały | Finały  | Finały | Finały  |
| Konkurencja        | Zawodniczka           | Skok 1       | Skok 1       | Skok 2       | Skok 2       | Skok 1 | Skok 1  | Skok 2 | Skok 2  | Skok 3 | Skok 3  |
| Konkurencja        | Zawodniczka           | Wynik        | Miejsce      | Wynik        | Miejsce      | Wynik  | Miejsce | Wynik  | Miejsce | Wynik  | Miejsce |
| ------------------ | --------------------- | ------------ | ------------ | ------------ | ------------ | ------ | ------- | ------ | ------- | ------ | ------- |
| Skoki akrobatyczne | Żanbota Ałdabergenowa | 74.82        | 9.           | 78.12        | 5.           | 76.23  | 8.      | 68.44  | 6.      | NQ     | NQ      |
| Skoki akrobatyczne | Żybek Arapbajewa      | 63.44        | 16.          | 58.87        | 13.          | NQ     | NQ      | NQ     | NQ      | NQ     | NQ      |

Mężczyźni
- Dmitrij Barmaszew
- Siergiej Bieriestowski
- Bagłan Yngkärbek
- Pawieł Kołmakow
- Dmitrij Rejcherd

| Konkurencja      | Zawodnik          | Kwalifikacje | Kwalifikacje | Kwalifikacje | Kwalifikacje | Finały     | Finały     | Finały     | Finały     | Finały     | Finały     |
| Konkurencja      | Zawodnik          | Przejazd 1   | Przejazd 1   | Przejazd 2   | Przejazd 2   | Przejazd 1 | Przejazd 1 | Przejazd 2 | Przejazd 2 | Przejazd 3 | Przejazd 3 |
| Konkurencja      | Zawodnik          | Wynik        | Miejsce      | Wynik        | Miejsce      | Wynik      | Miejsce    | Wynik      | Miejsce    | Wynik      | Miejsce    |
| ---------------- | ----------------- | ------------ | ------------ | ------------ | ------------ | ---------- | ---------- | ---------- | ---------- | ---------- | ---------- |
| Jazda po muldach | Dmitrij Barmaszew | DNF          | DNF          | 5.21         | 16.          | NQ         | NQ         | NQ         | NQ         | NQ         | NQ         |
| Jazda po muldach | Pawieł Kołmakow   | 21.40        | 11.          | 21.70        | 4.           | 21.82      | 11.        | 20.03      | 10.        | NQ         | NQ         |
| Jazda po muldach | Dmitrij Rejcherd  | 21.86        | 7.           | —            | —            | 23.10      | 5.         | 23.48      | 5.         | 22.80      | 5.         |

| Konkurencja        | Zawodnik               | Kwalifikacje | Kwalifikacje | Kwalifikacje | Kwalifikacje | Finały | Finały  | Finały | Finały  | Finały | Finały  |
| Konkurencja        | Zawodnik               | Skok 1       | Skok 1       | Skok 2       | Skok 2       | Skok 1 | Skok 1  | Skok 2 | Skok 2  | Skok 3 | Skok 3  |
| Konkurencja        | Zawodnik               | Wynik        | Miejsce      | Wynik        | Miejsce      | Wynik  | Miejsce | Wynik  | Miejsce | Wynik  | Miejsce |
| ------------------ | ---------------------- | ------------ | ------------ | ------------ | ------------ | ------ | ------- | ------ | ------- | ------ | ------- |
| Skoki akrobatyczne | Siergiej Bieriestowski | 82.84        | 16.          | 85.30        | 11.          | NQ     | NQ      | NQ     | NQ      | NQ     | NQ      |
| Skoki akrobatyczne | Bagłan Yngkärbek       | 60.16        | 20.          | 79.31        | 13.          | NQ     | NQ      | NQ     | NQ      | NQ     | NQ      |

### Saneczkarstwo
Kobiety
- Jelizawieta Aksienowa

| Konkurencja    | Zawodnik              | 1. przejazd | 1. przejazd | 2. przejazd | 2. przejazd | 3. przejazd | 3. przejazd | 4. przejazd | 4. przejazd | Suma     | Suma    |
| Konkurencja    | Zawodnik              | Czas        | Miejsce     | Czas        | Miejsce     | Czas        | Miejsce     | Czas        | Miejsce     | Czas     | Miejsce |
| -------------- | --------------------- | ----------- | ----------- | ----------- | ----------- | ----------- | ----------- | ----------- | ----------- | -------- | ------- |
| Jedynki kobiet | Jelizawieta Aksienowa | 52.068      | 29.         | 51.836      | 30.         | 52.340      | 30.         | 51.841      | 25.         | 3:28.085 | 28.     |

### Short track
Kobiety
- Inna Simonowa

| Zawodniczka   | Konkurencja | Bieg     | Bieg    | Ćwierćfinał | Ćwierćfinał | Półfinał | Półfinał | Finał | Finał   |
| Zawodniczka   | Konkurencja | Czas     | Miejsce | Czas        | Miejsce     | Czas     | Miejsce  | Czas  | Miejsce |
| ------------- | ----------- | -------- | ------- | ----------- | ----------- | -------- | -------- | ----- | ------- |
| Inna Simonowa | 500 m       | 44.387   | 4.      | NQ          | NQ          | NQ       | NQ       | NQ    | 25.     |
| Inna Simonowa | 1000 m      | 1:32.599 | 3.      | NQ          | NQ          | NQ       | NQ       | NQ    | 21.     |
| Inna Simonowa | 1500 m      | 2:30.499 | 4.      | —           | —           | NQ       | NQ       | NQ    | 25.     |

Mężczyźni
- Abzał Ażgalijew
- Ajdar Bekżanow
- Asłan Daumow
- Dienis Nikisza
- Nurbergen Żumagaziew

| Zawodnik                                                                        | Konkurencja | Bieg     | Bieg    | Ćwierćfinał | Ćwierćfinał | Półfinał | Półfinał | Finał    | Finał   |
| Zawodnik                                                                        | Konkurencja | Czas     | Miejsce | Czas        | Miejsce     | Czas     | Miejsce  | Czas     | Miejsce |
| ------------------------------------------------------------------------------- | ----------- | -------- | ------- | ----------- | ----------- | -------- | -------- | -------- | ------- |
| Ajdar Bekżanow                                                                  | 500 m       | 41.800   | 3.      | NQ          | NQ          | NQ       | NQ       | NQ       | 20.     |
| Ajdar Bekżanow                                                                  | 1500 m      | 2:19.713 | 5.      | —           | —           | NQ       | NQ       | NQ       | 29.     |
| Dienis Nikisza                                                                  | 1500 m      | 2:16.452 | 6.      | —           | —           | NQ       | NQ       | NQ       | 31.     |
| Nurbergen Żumagaziew                                                            | 500 m       | 42.680   | 4.      | NQ          | NQ          | NQ       | NQ       | NQ       | 29.     |
| Abzał Ażgalijew Ajdar Bekżanow Asłan Daumow Dienis Nikisza Nurbergen Żumagaziew | Sztafeta    | —        | —       | —           | —           | 6:47.152 | 2. FA    | 6:54.630 | 5.      |

### Skoki narciarskie
Mężczyźni
- Aleksiej Pczelincew
- Marat Żaparow

| Konkurencja       | Zawodnik            | Kwalifikacje | Kwalifikacje | Kwalifikacje | Runda 1.  | Runda 1. | Runda 1. | Runda 2.  | Runda 2. | Runda 2. | Suma   | Suma    |
| Konkurencja       | Zawodnik            | Odległość    | Punkty       | Miejsce      | Odległość | Punkty   | Miejsce  | Odległość | Punkty   | Miejsce  | Punkty | Miejsce |
| ----------------- | ------------------- | ------------ | ------------ | ------------ | --------- | -------- | -------- | --------- | -------- | -------- | ------ | ------- |
| Skocznia normalna | Aleksiej Pczelincew | 85.5         | 89.9         | 46.          | NQ        | NQ       | NQ       | NQ        | NQ       | NQ       | NQ     | NQ      |
| Skocznia normalna | Marat Żaparow       | 83.0         | 84.9         | 49.          | NQ        | NQ       | NQ       | NQ        | NQ       | NQ       | NQ     | NQ      |
| Skocznia duża     | Aleksiej Pczelincew | 109.0        | 75.8         | 46.          | NQ        | NQ       | NQ       | NQ        | NQ       | NQ       | NQ     | NQ      |
| Skocznia duża     | Marat Żaparow       | 104.5        | 73.2         | 48.          | NQ        | NQ       | NQ       | NQ        | NQ       | NQ       | NQ     | NQ      |

### Snowboarding
Kobiety
- Walerija Coj

| Konkurencja              | Zawodniczka  | Kwalifikacje | Kwalifikacje       | 1/8 finału         | Ćwierćfinał        | Półfinał           | Finał              | Finał                |
| Konkurencja              | Zawodniczka  | Wynik        | Przeciwniczka Czas | Przeciwniczka Czas | Przeciwniczka Czas | Przeciwniczka Czas | Przeciwniczka Czas | Klasyfikacja końcowa |
| ------------------------ | ------------ | ------------ | ------------------ | ------------------ | ------------------ | ------------------ | ------------------ | -------------------- |
| Slalom gigant równoległy | Walerija Coj | 1:54.57      | 23.                | NQ                 | NQ                 | NQ                 | NQ                 | NQ                   |
| Slalom równoległy        | Walerija Coj | 1:08.67      | 32.                | NQ                 | NQ                 | NQ                 | NQ                 | NQ                   |